# Büchnerfilter

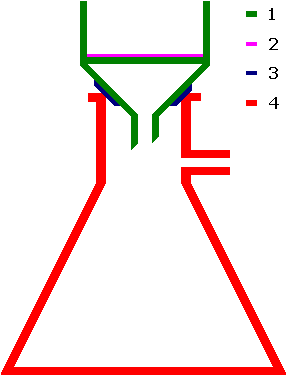
Schematische voorstelling van een büchnerfilter:
1: porseleinen trechter met gaatjesbodem
2: filtreerpapier
3: rubber ring om porselein en glas luchtdicht op elkaar aan te sluiten
4: glazen afzuig-erlenmeyer

Een büchnerfilter wordt gebruikt in een scheikundig laboratorium om een neerslag in een oplossing af te filtreren.
De vinding van het filter is afkomstig van de industriële chemicus Ernst Büchner, en niet van zijn in de chemie meer bekende naamgenoot Eduard Buchner.

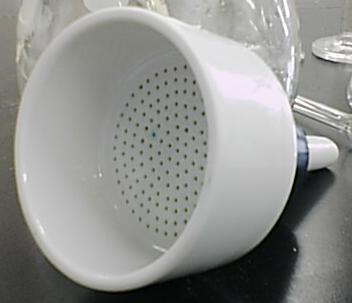
De porseleinen trechter met gaatjesbodem

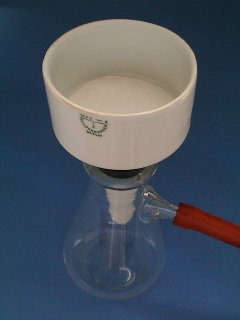
Voorbeeld van een opstelling

Het büchnerfilter bestaat uit een cilindervormige, porseleinen trechter, met een grondvlak voorzien van kleine gaatjes. Op het grondvlak wordt filtreerpapier aangebracht, zodat niets van de te filtreren neerslag verloren gaat.
De porseleinen trechter wordt boven op een afzuig-erlenmeyer geplaatst, met daartussen een rubberen ring. De afzuig-erlenmeyer lijkt op een erlenmeyer, maar er is een extra afvoerkanaal op de hals van de fles, waarop een slang kan worden aangesloten, die op zijn beurt is aangesloten op een vacuümpomp. De vacuümpomp zorgt voor de nodige onderdruk om de vloeistof sneller te filteren. Om de onderdruk van het vacuüm te weerstaan zijn de wanden van de afzuig-erlenmeyer dikker dan bij ander laboratoriumglaswerk.
Met behulp van de vacuümpomp kan de vaste stof, die achterblijft op het filterpapier, gedroogd worden. Het vacuüm zorgt ervoor dat de vloeistof volledig wordt afgezogen. Vluchtige vloeistoffen verdampen snel en worden de pomp ingezogen. Minder vluchtige vloeistoffen worden opgevangen in de afzuig-erlenmeyer.